# Eschbach (Washington)
Eschbach és una concentració de població designada pel cens dels Estats Units a l'estat de Washington. Segons el cens del 2000 tenia 400 habitants.

## Demografia
Segons el cens del 2000, Eschbach tenia 400 habitants, 143 habitatges, i 113 famílies. La densitat de població era de 120,7 habitants per km².
Dels 143 habitatges en un 37,8% hi vivien nens de menys de 18 anys, en un 67,8% hi vivien parelles casades, en un 6,3% dones solteres, i en un 20,3% no eren unitats familiars. En el 16,8% dels habitatges hi vivien persones soles el 7% de les quals corresponia a persones de 65 anys o més que vivien soles. El nombre mitjà de persones vivint en cada habitatge era de 2,8 i el nombre mitjà de persones que vivien en cada família era de 3,15.
Per edats la població es repartia de la següent manera: un 27,3% tenia menys de 18 anys, un 6,5% entre 18 i 24, un 27% entre 25 i 44, un 26,5% de 45 a 60 i un 12,8% 65 anys o més.
L'edat mediana era de 40 anys. Per cada 100 dones de 18 o més anys hi havia 104,9 homes.
La renda mediana per habitatge era de 37.708 $ i la renda mediana per família de 36.484 $. Els homes tenien una renda mediana de 35.870 $ mentre que les dones 34.875 $. La renda per capita de la població era de 16.279 $. Cap de les famílies i l'1,7% de la població estaven per davall del llindar de pobresa.

## Poblacions properes
El següent diagrama mostra les poblacions més properes.